# Liste der Baudenkmäler in Harburg (Schwaben)
Auf dieser Seite sind die Baudenkmäler in der schwäbischen Stadt Harburg (Schwaben) zusammengestellt. Diese Tabelle ist eine Teilliste der Liste der Baudenkmäler in Bayern. Grundlage ist die Bayerische Denkmalliste, die auf Basis des Bayerischen Denkmalschutzgesetzes vom 1. Oktober 1973 erstmals erstellt wurde und seither durch das Bayerische Landesamt für Denkmalpflege geführt wird. Die folgenden Angaben ersetzen nicht die rechtsverbindliche Auskunft der Denkmalschutzbehörde.
 Diese Liste gibt den Fortschreibungsstand vom 17. Mai 2014 wieder und enthält 57 Baudenkmäler.

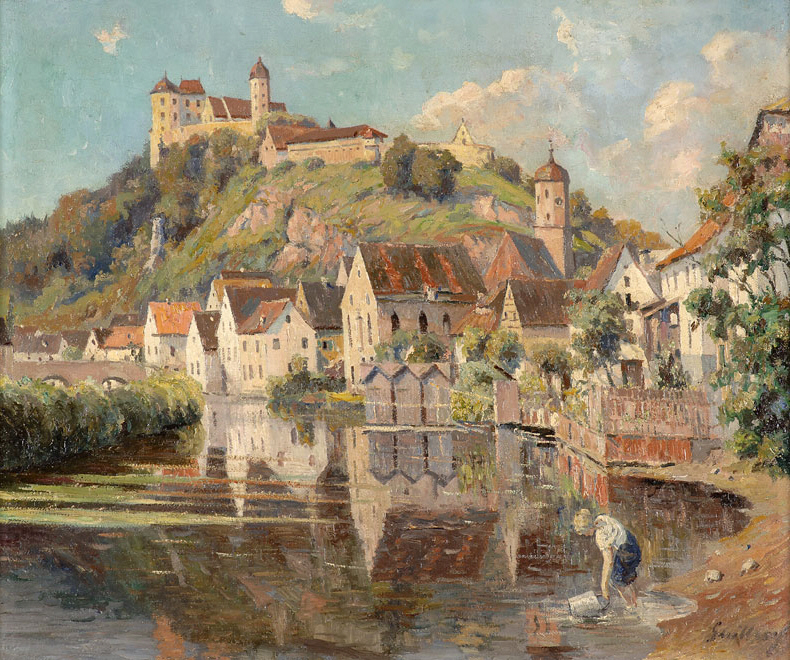
F P Guillery: Harburg in Schwaben

## Ensembles

### Ensemble Altstadt Harburg

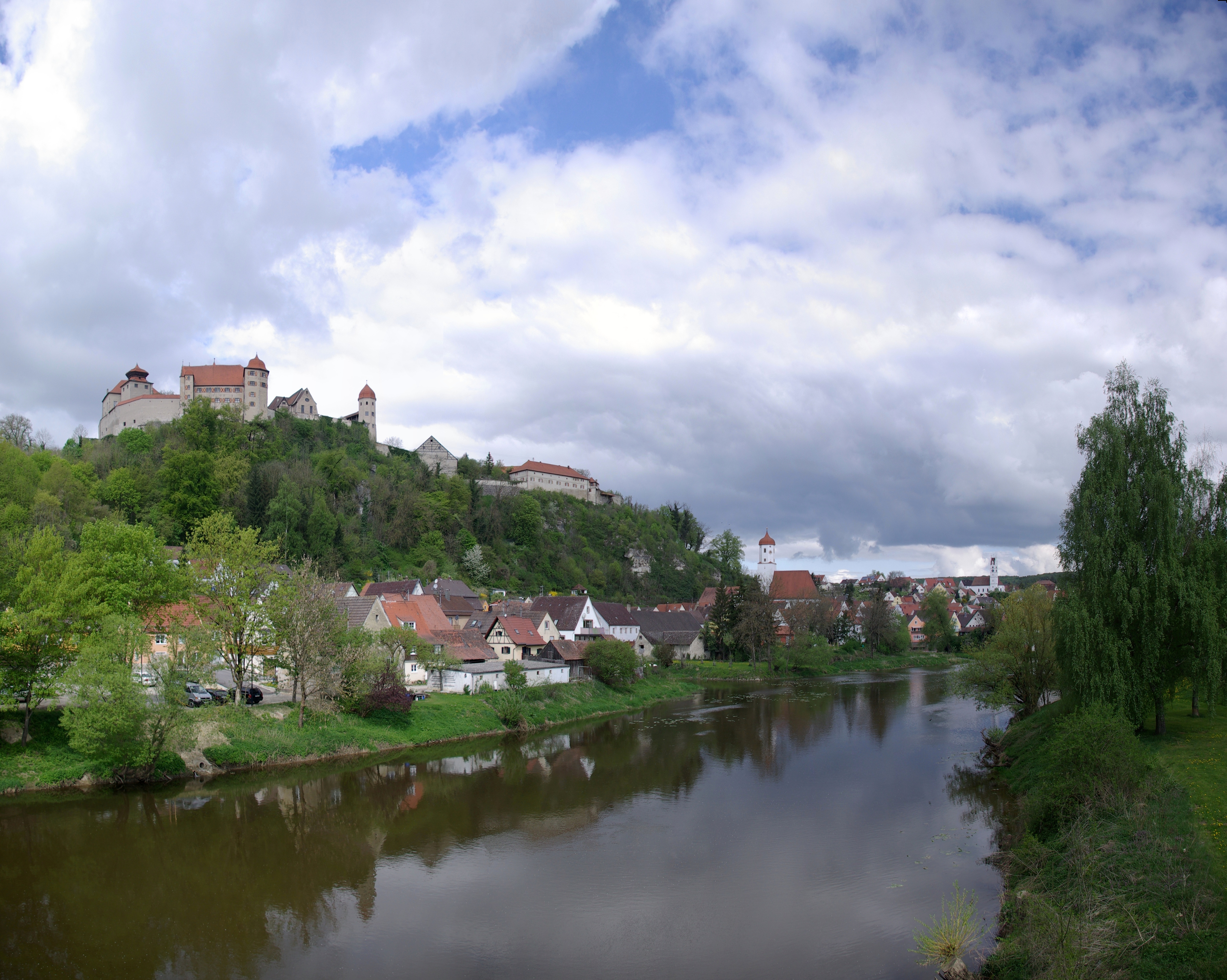
Harburg in Schwaben – Blick vom linken Wörnitzufer auf Burg (Links) und Altstadt mit der evangelischen (Mitte) und der katholischen Kirche (Rechts)

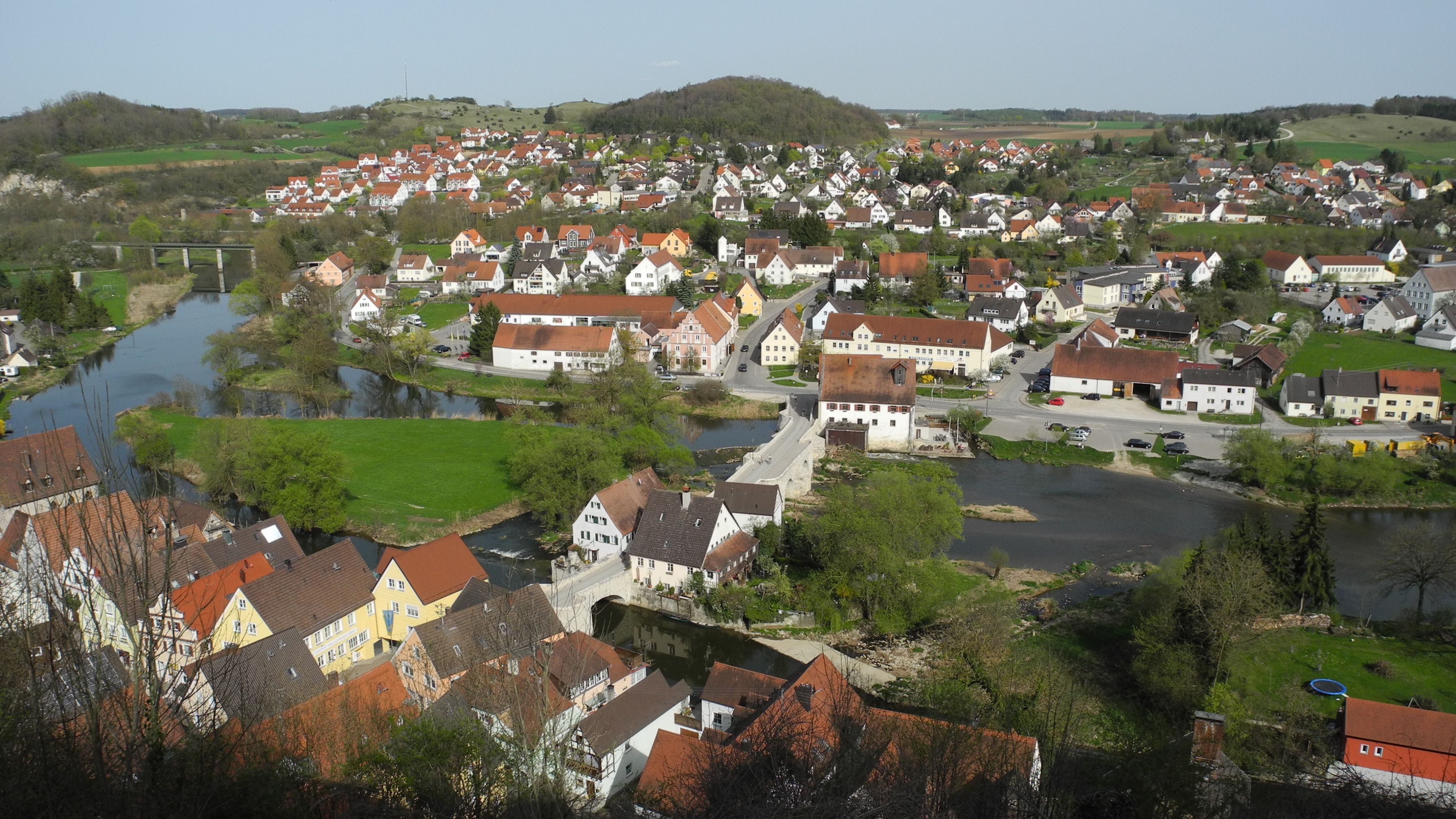
Harburg in Schwaben – Blick von der Burg auf die Altstadt im Vordergrund und die Wörnitzbrücke

Das Ensemble umfasst den historischen Altstadtkern der Stadt Harburg mit der Wörnitzbrücke sowie die gesamte Burganlage. Die Umgrenzungen sind im Südwesten durch die historischen Begrenzungen der Burganlage gegeben, durch den nordöstlich zur Stadt hinabführenden Halsgrabenzug, im Westen durch den Standort des ehemaligen Stadttores in der Schloßstraße, im Norden durch den Standort des ehemaligen Nördlinger Tors in der Nördlinger Straße, von da weiter durch die Verbindungslinie zum Standort des ehemaligen Egelseetors in der Egelseestraße, im Osten durch das westliche Wörnitzufer, eingeschlossen die Wörnitzbrücke, im Süden durch den Standort des ehemaligen Griestors in der Donauwörther Straße, weiter entlang der Höllgasse mit Anschlusslinie westlich zum Burgbereich.
Das Ensemble Harburg zeigt eine Verbindung von ursprünglich staufischer Burg mit staufischer Stadt, überlagert von gräflicher Residenz, später fürstlichem Schloss mit Marktanlage auf mittelalterlichem Grundriss, vorwiegend mit Bebauung des 18. Jahrhunderts. In der Vielfalt ihrer Anlagen ist die Harburg, vormals Burg, dann Schloss, eine der ältesten und am besten erhaltenen Burgen, die entwicklungsgeschichtlich einen Zeitraum von etwa 700 Jahren überbrückt. Sie liegt dort, wo die Wörnitz aus dem Ries kommend den Jura durchbricht, steil über dem gleichnamigen Städtchen, das ihr in Lage und Funktion zugeordnet ist.
Die um das Jahr 1000 entstandene Burg ist der älteste Teil der Siedlung. In ihrem Schutz entwickelte sich der Ort infolge der ausgezeichneten Lage als Eingangspforte für die von Italien, über die Schweiz und Augsburg kommende und weiter zum Ries und nach Nürnberg führende wichtige Heerstraße. Es entstanden Gewerbebetriebe, bäuerliche Anwesen und der Markt. Zwischen 1150 und 1250 wurde dieser Markt von den Staufern als Herren von Burg und Markt zur Stadt ausgebaut. Um Markt und Kirche am Fuße des Burgberges standen die fünf Stadttore, die fünf Straßen des Ortes abriegelnd, auf verhältnismäßig kleinem Raum: die Entfernung der einzelnen Tore in nordsüdlicher Richtung betrug etwa 300 Meter, die in ostwestlicher etwa 150 Meter. Der natürliche Schutz nach Osten durch den Fluss und nach Westen durch den Burgberg, machte eine großangelegte Stadtmauer überflüssig. Der vorgegebenen Geländebeschaffenheit gemäß entwickelte sich die Stadt hauptsächlich nach Süden und Norden.
Die Stadt war im Mittelalter als Reichsgut und Mittelpunkt der umgebenden Landschaft Sitz kirchlicher und weltlicher Ämter. Nach der Verpfändung der Stadt (1251) an die Grafen von Oettingen ging das Stadtrecht bald verloren, die Bedeutung des Ortes zurück. Harburg blieb bis 1806 ein den Grafen und späteren Fürsten zu Oettingen-Oettingen, seit 1731 zu Oettingen-Wallerstein gehöriger Markt. Die Burg kam nach und nach, seit 1407 endgültig, ebenfalls durch Verpfändung, zu den Oettingern, wurde von 1493 bis 1549 Residenz, nach 1731 Oberamt und Fronfeste, nach 1806 Sitz eines Justizamtes, seit 1818 fürstliches Herrschaftsgericht und 1848–52 Sitz einer königlichen Gerichts- und Polizeibehörde. Der Markt Harburg erlitt schwere Verluste im Dreißigjährigen Krieg.
1671 wurde in dem nach dem Krieg menschenarmen Ort einer jüdischen Gemeinde die Niederlassung gestattet. Die Gemeinde errichtete Synagoge, Schule und Friedhof, wuchs an auf über 400 Angehörige, verringerte sich aber bis zum Anfang des 20. Jahrhunderts stark.
Seit 1849 ist Harburg wieder Stadt. Ihre Tore wurden nach 1850 abgebrochen. Die Altstadt entwickelte sich im Bereich der heutigen protestantischen Stadtpfarrkirche. Mittelpunkt ist der kleine, hochrechteckige Marktplatz, dessen Ausdehnung bereits auf die sonst ebenfalls geringen Dimensionen von Straßen- und Platzbreiten des Ortes verweist. In den Marktplatz, der zum Fluss hin leicht abfällt und der von dem dreigeschossigen Mansard-Walmdachbau mit Vortreppe am östlichen Ende und einem Schweifgiebelhaus an der nordöstlichen Seite bestimmt wird, münden die fünf Straßen des Ortes. Die Straßen, eingezwängt in das beschränkte Terrain zwischen Fluss und Felsen, passen sich der gekrümmten Uferzone und der welligen Geländeformation an. Dadurch entstehen wechselnde Straßenbilder auf engstem Raum. Speziell in der Donauwörther Straße wird für die Stadt ihre doppelte bauliche Bezugnahme sowohl zum Fluss als auch zum Berg deutlich. Bauliche Dominante ist in dieser Straße das Pfarrhaus mit seinem hoch und steil in die Straße vorkragenden Fachwerkgiebel. Am steilsten entwickelt sich die Schloßstraße, stark ansteigend ist auch die Nördlinger Straße. Die Bebauung auf mittelalterlichem Grundriss ist geschlossen, dabei unregelmäßig: es wechseln trauf- und giebelständige Häuser, erdgeschossige, zwei- und dreigeschossige Bebauung. Die engen, stellenweise steilen Gassen zeigen in einfacher Ausformung, meist glatt verputzt vereinzelt mit Fachwerk ohne Zierelement, den schlichten schwäbischen Giebelhaustyp. Die Bauten verweisen auf Kleingewerbe und Handel, weniger auf landwirtschaftliche Nutzungsfunktion.
In der Fernsicht zeigen sich besonders die charakteristischen Merkmale dieser schwäbischen Kleinstadt: ihre Situation am Wasser, auf das sich die Rückfronten der Häuser mit balkonähnlichen Ausbauten und den Gartengrundstücken beziehen, die lange, massiv gemauerte Wörnitzbrücke, ihre Längenausdehnung durch die beengte Lage zwischen Fluss und Felsen, der sie steil überragende Burgfelsen mit der markanten Silhouette von Schloss Harburg. Schloss und Stadt zeigen im Aufrissbild im Wesentlichen den Zustand des 18. Jahrhunderts.
Aktennummer: E-7-79-155-1

## Burg Harburg

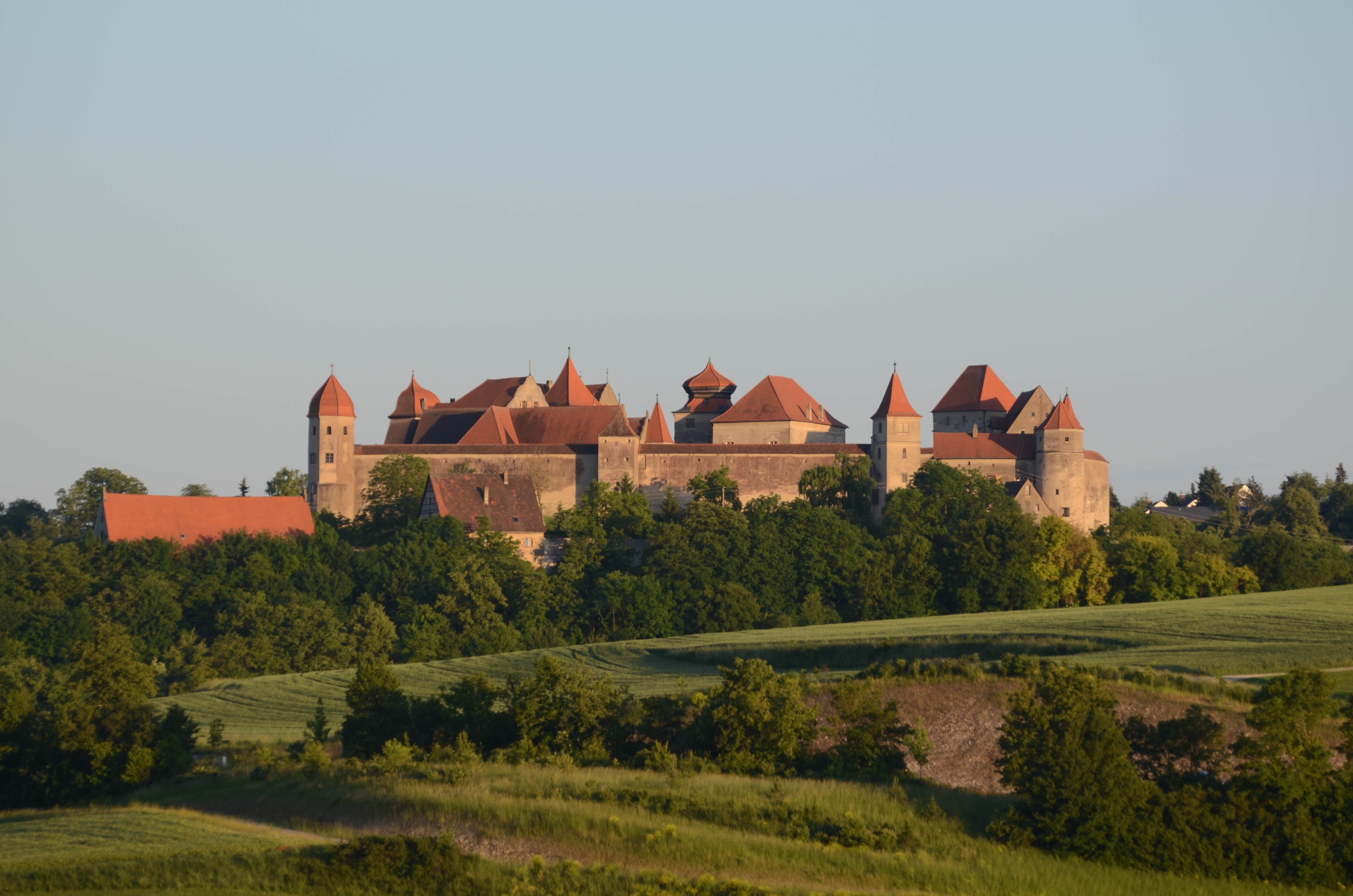
Die Burg Harburg von Nordwesten
weitere Bilder

Das heutige Burg Harburg ist eine umfangreiche und eine der ältesten Burganlagen. Sie wurde auf steilem Felsen über dem Ort, bestehend aus Hauptburg mit innerer Ring- und im Südwesten äußerer Zwingmauer und einer Vorburg mit Ökonomie- und Verwaltungsbauten sowie Halsgraben im Norden errichtet.
Der Baubeginn war um 1000. Im 11. Jahrhundert wurde wohl im Bereich der oberen Burg ausgebaut. Sie war ab Mitte des 12. Jahrhunderts in staufischem Besitz und wurde unter Einbeziehung der Vorburg zur Reichsburg ausgebaut. Seit 1299 wurde die Burg an die Grafen von Oettingen verpfändet und wurde später Residenz und fürstliches Schloss. Seit 1731 befindet sie sich im Besitz der Linie Oettingen-Wallerstein und beheimatet seit 1948 die fürstliche Kunstsammlung. Die Burg befindet sich im Wesentlichen im Zustand des 18. Jahrhunderts, wobei die jüngsten Veränderungen aus dem 19. Jahrhundert in der Vorburg stattfanden und etliche Nebengebäude in der Vorburg abgebrochen wurden.
Die einzelne Bauteile sind:

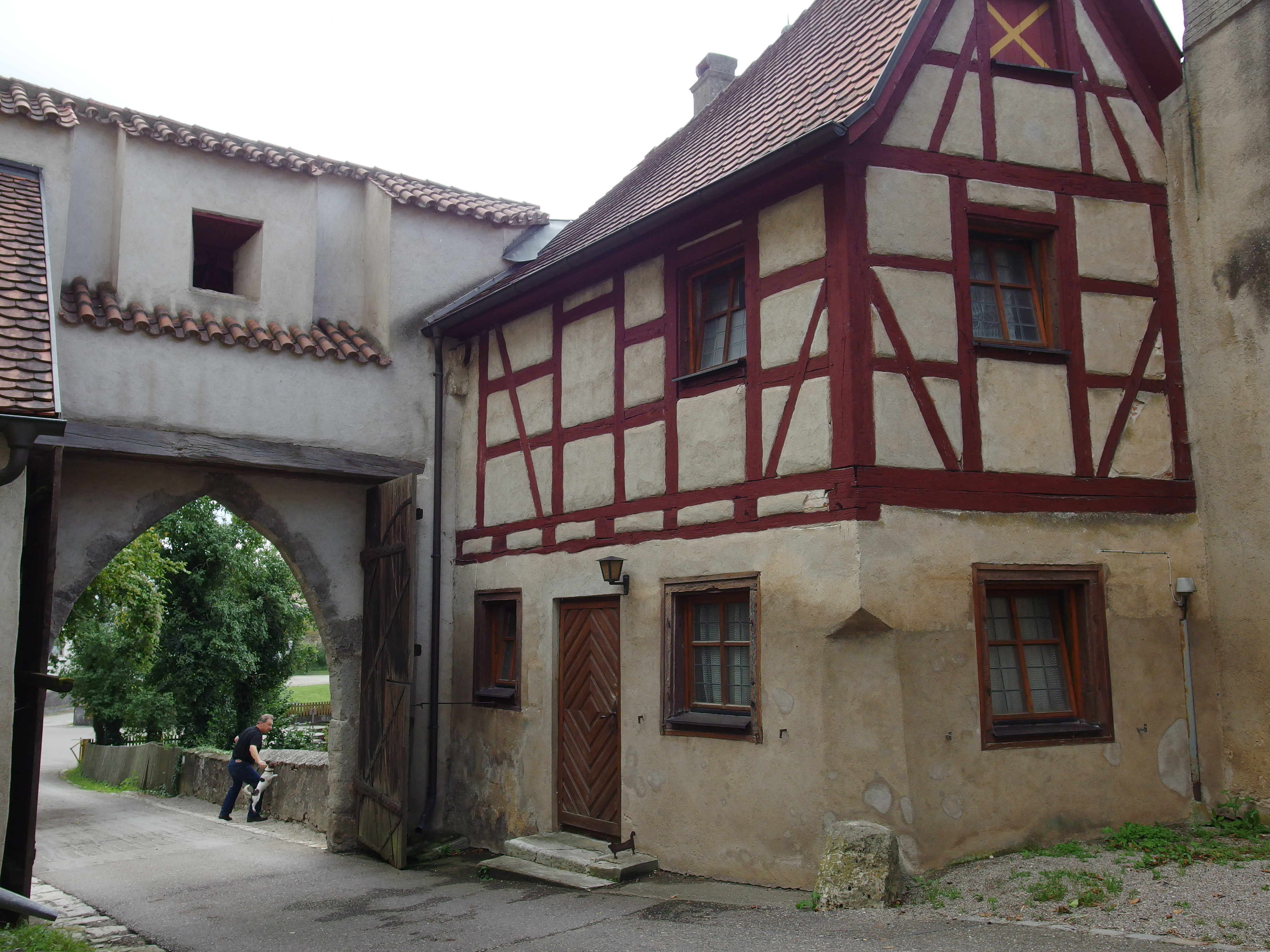
Burg: Unteres Tor, Wächterhaus

- Innerer Bering, dem Gelände angepasster Mauerring mit Wehrgang, im Kern wohl 12. Jahrhundert
- Zwingermauer mit Basteien, 14./15. Jahrhundert
- Brücke, Steinbrücke über den Graben zum äußeren unteren Tor, 1807
- Äußeres unteres Tor, mit spitzbogiger Durchfahrt und barockem Zwiebelbaldachin, „1594“ (bezeichnet), 1616 erneuert
- Torwache, kleiner erdgeschossiger Anbau mit Fachwerk und Pultdach, 17. Jahrhundert
- Torwache, zweigeschossiger Satteldachbau mit gemauertem Erdgeschoss und sichtbarem Fachwerk in Ober- und Giebelgeschoss, 1703
- Geschützturm, runder Turm mit Kegeldach, 15. Jahrhundert

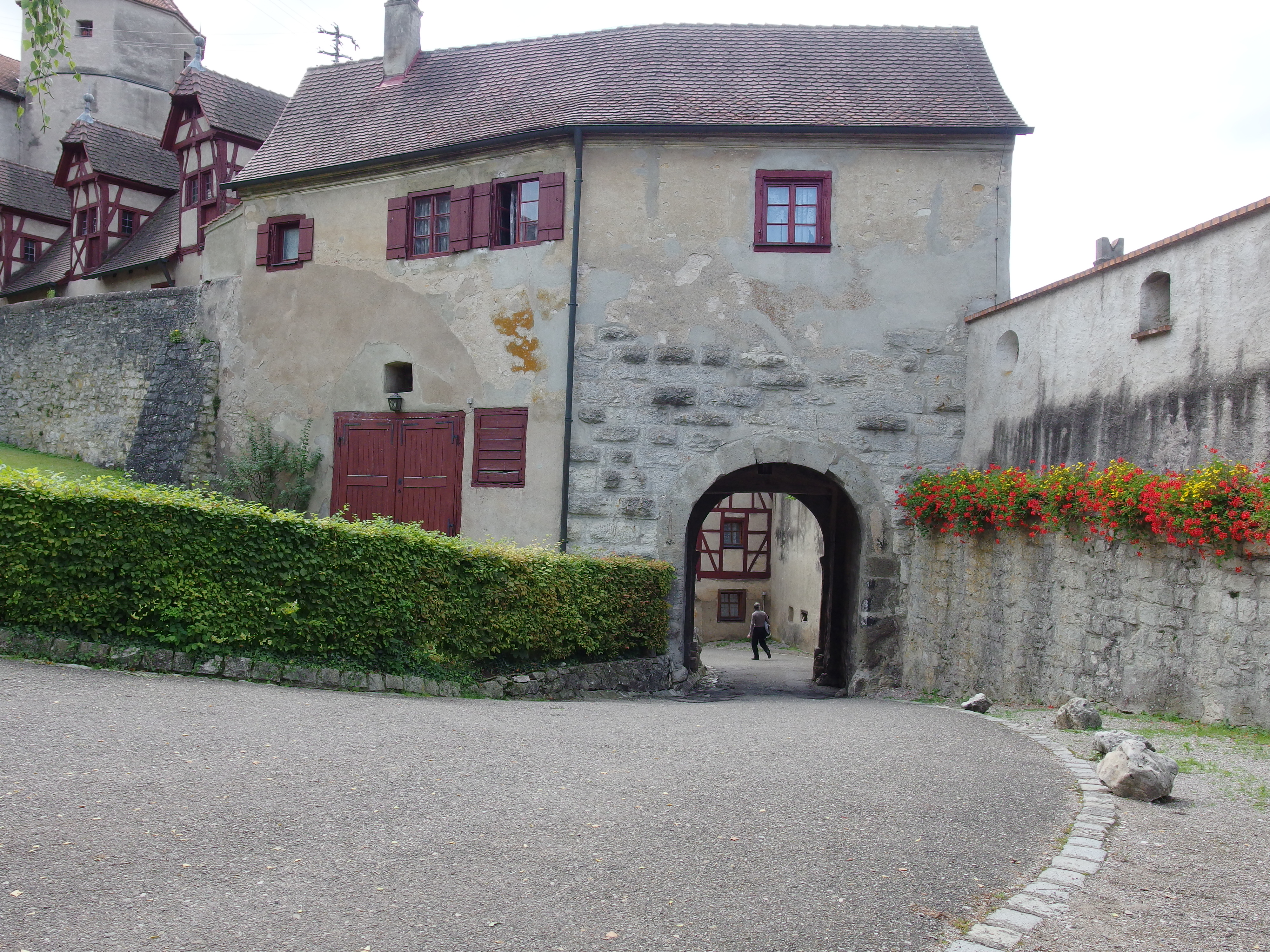
Burg: Inneres Tor

- Inneres unteres Tor, zweigeschossiger Satteldachbau auf annähernd quadratischem Grundriss mit korbbogiger Durchfahrt, im Kern 12. Jahrhundert
- Turmknechtswohnung, zweigeschossiger Satteldachbau, 15. Jahrhundert
- Rote Stallung, eingeschossiger Satteldachbau mit drei Zwerchhäusern in Fachwerk, 15. Jahrhundert
- Ehemaliges Amtspflegerhaus, zweigeschossiger Satteldachbau mit zweigeschossigem Fachwerkgiebel und Aufzugsöffnungen, 1744
- Ehemaliger Zehentstadel, Satteldachbau mit gestuftem Giebelaufsatz und Aufzugsluken, „1679“ (bezeichnet)
- Ehemaliger Stall und Stadel, zweigeschossiger Walmdachbau mit Gurtgesims und korbbogigen Eingängen, der linke Teil älter, 16. Jahrhundert, Stadel 1694
- Bräustübl, zweigeschossiger Fachwerkbau mit Walmdach und gedecktem Aufgang, wohl 19. Jahrhundert
- Bierkeller, in den Hang gebauter Satteldachbau mit stichbogigen Einfahrten und Kranvorrichtung an der Giebelseite, 18. Jahrhundert
- Einfriedung, mit Pforte zur Stadt im Nordosten, wohl 15. Jahrhundert
- Glockenturm der Schlosskirche, auf rundem Grundriss mit polygonalem Aufbau und geschweifter Haube, 14. Jahrhundert, 1585 erhöht
- Wasserturm, auf rechteckigem Grundriss mit geschweiftem Pyramidendach, nach 1840 erneuert

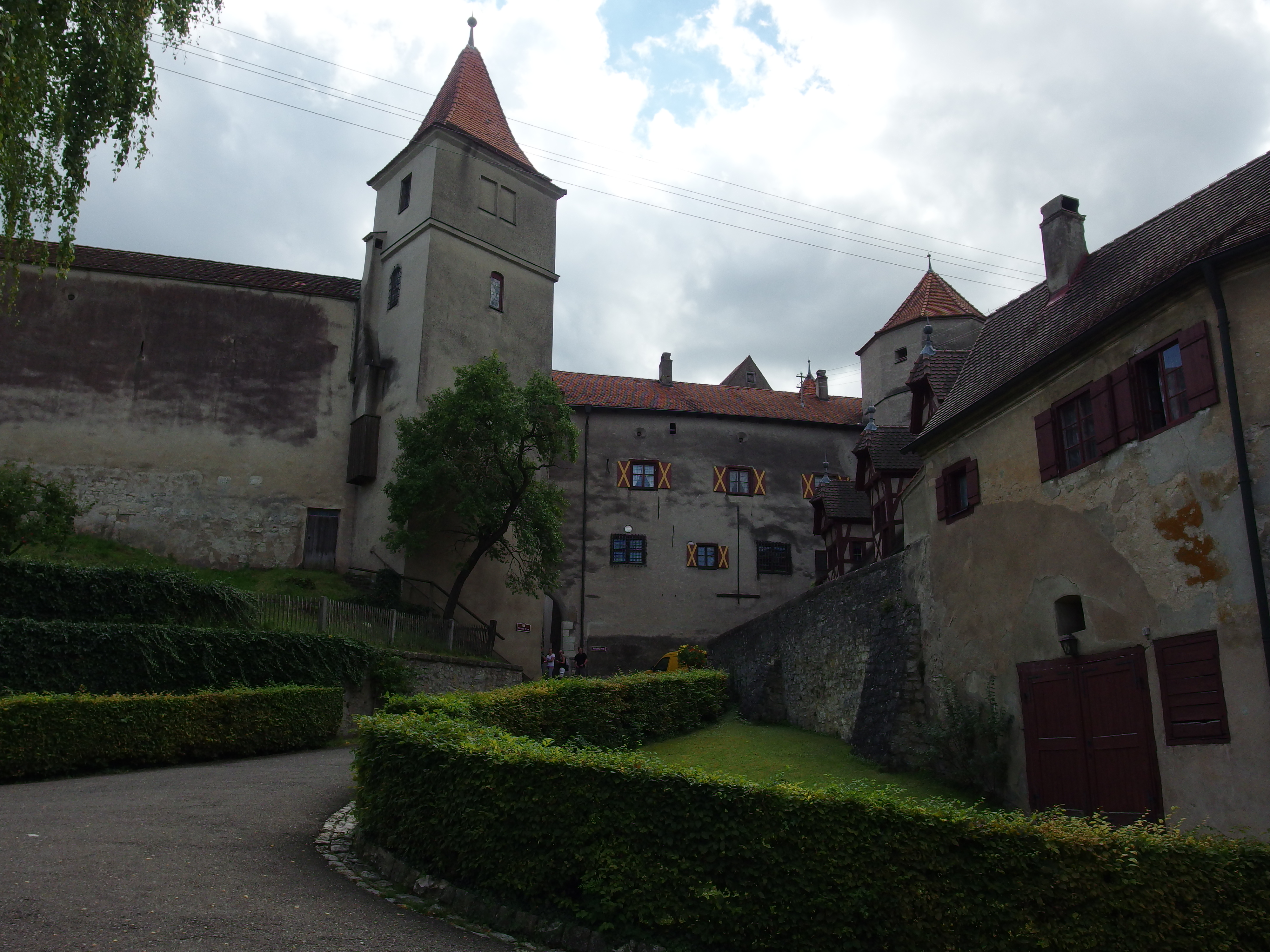
Burg: Weißer Turm

- Weißer Turm, über quadratischem Grundriss fünfgeschossig mit profiliertem Gurt- und Traufgesims sowie Pyramidendach, 1665
- Gefängnisturm auf rundem Grundriss mit polygonalem Aufbau und Zeltdach, im Kern vor 1300
- Oberes Tor, mit korbbogigem Durchlass, hölzernem Fallgitter und Wehrgang, 1616 erneuert, Fallgitter „1752“ (bezeichnet)
- Obere Turmknechtswohnung, östlich am oberen Tor angebaut mit massiv gemauertem Erdgeschoss und Ober- wie Giebelgeschoss in Fachwerk, 16. Jahrhundert
- Ehemalige Burgvogtei, jetzt Gasthof, dreigeschossiger Satteldachbau mit vorkragendem Obergeschoss in Fachwerk und rundbogigem Hausteinportal, 16. Jahrhundert

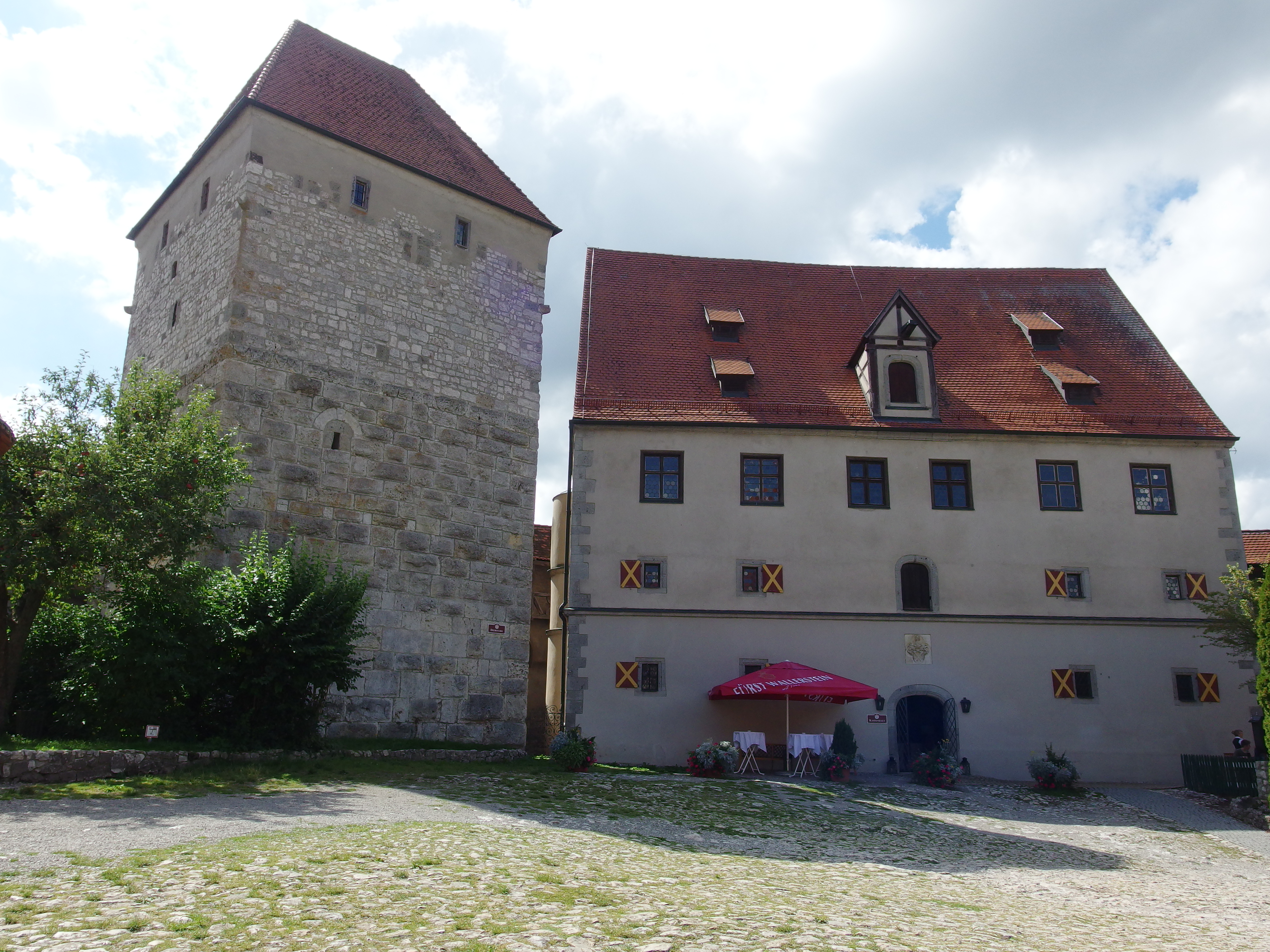
Burg: Bergfried und Kastenhaus

- Kastenhaus mit Stiegenturm, dreigeschossiger Satteldachbau mit korbbogigem Werksteinportal, Eckquaderung, Gurtgesims und Krangaube in Fachwerk, im Erdgeschoss ehemaliger Marstall, darüber ehemaliger Haberkasten, nordwestlich runder, im Aufbau polygonaler Stiegenturm mit Geschossgesimsen und Kegeldach, 1594/95; mit Ausstattung
- Bergfried, sog. Diebsturm, auf quadratischem Grundriss viergeschossig mit Walmdach, mächtigen Mauern aus Buckelquadern und kleineren Hausteinen im oberen Teil, ursprünglich wohl Vorratsturm, später Verlies, mit direktem Zugang zum Wehrgang, ältester Teil der Burg, im Kern 13. Jahrhundert
- Saalbau, dreigeschossiger Walmdachbau mit profiliertem Traufgesims, Rustika im Erdgeschoss und Putzrahmung um die Fenster, im Keller mit Stichkappentonne, Untergeschoss mit Dürnitz 1496, 1717 zweites Obergeschoss aufgesetzt; mit Ausstattung
- Faulturm, auf quadratischem Grundriss mit Buckelquadern in den unteren Geschossen, stark eingeschnürter Schweifkuppel und Treppenhaus zum Saalbau, im Kern mittelalterlich, wohl 13. Jahrhundert, Treppenhaus 1717 angelegt, Zwiebelkuppel 18. Jahrhundert

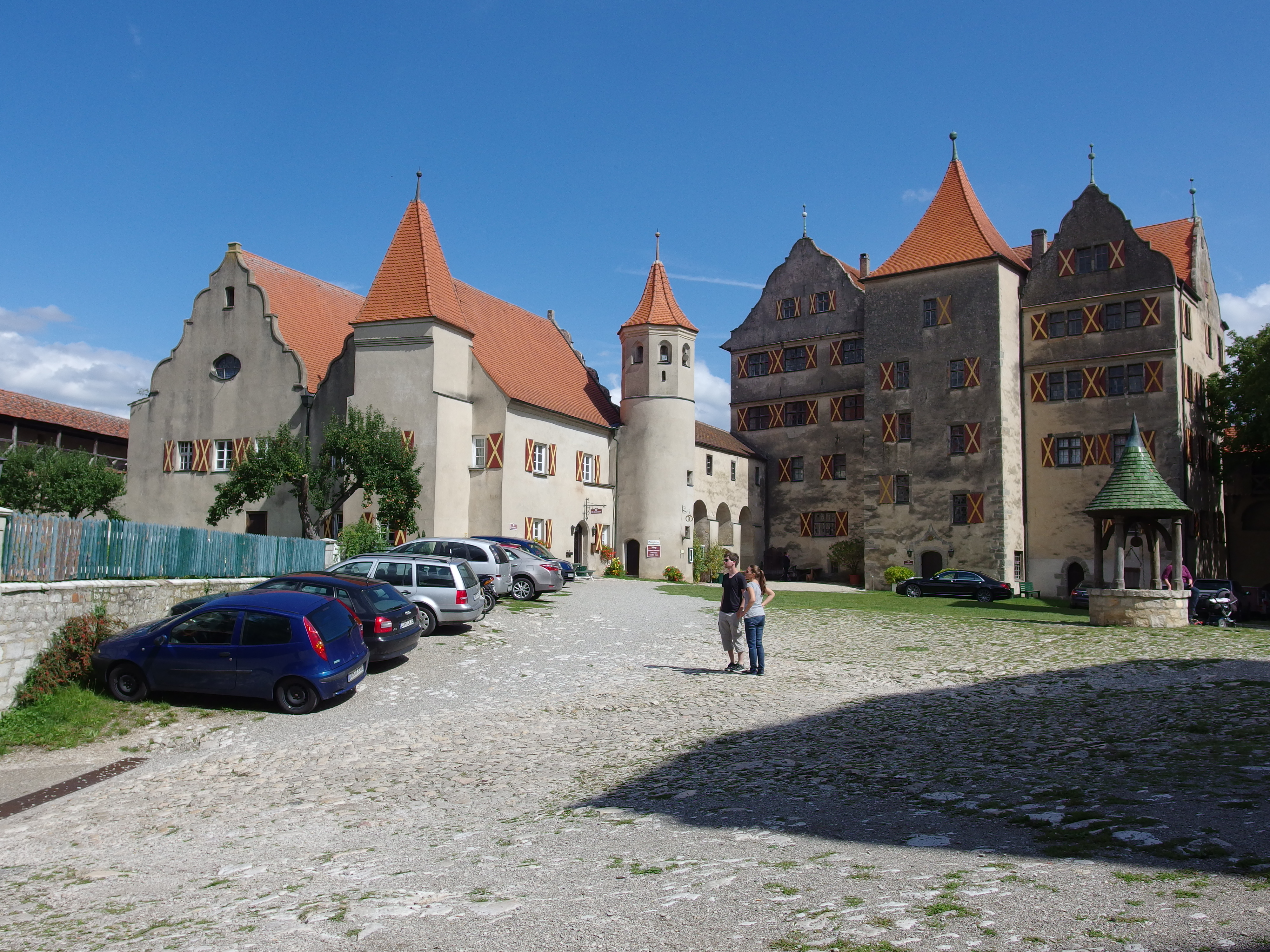
Burg: Pfisterei und Fürstenbau

- Fürstenbau, fünfgeschossiger Baukörper mit sich kreuzenden Satteldächern, Schweifgiebeln und in der Mitte zur Hofseite hin vorkragendem quadratischen Treppenhaus mit Pyramidendach, im Nordosten ein trapezförmiger Eckerker, die Grundmauern vom Palas aus dem 13. Jahrhundert, Eckerker 1596, Treppenhaus 1617/18, im Inneren bis zum 19. Jahrhundert mehrfach verändert; mit Ausstattung
- Pfisterbau, Backhaus mit Pfisterturm, zweigeschossiger Satteldachbau mit geschwungenem Ostgiebel und quadratischem Turm mit Pyramidendach im Westen sowie einem im Unterbau runden, oben polygonalen Turm mit Zeltdach im Südosten, 16. Jahrhundert, Pfisterturm 1588 errichtet; gedeckter Gang, zweigeschossig mit Nischen in Rund- bzw. Stichbogenform und rundbogigem Durchgang zur Schloßkirche, wohl 16/17. Jahrhundert

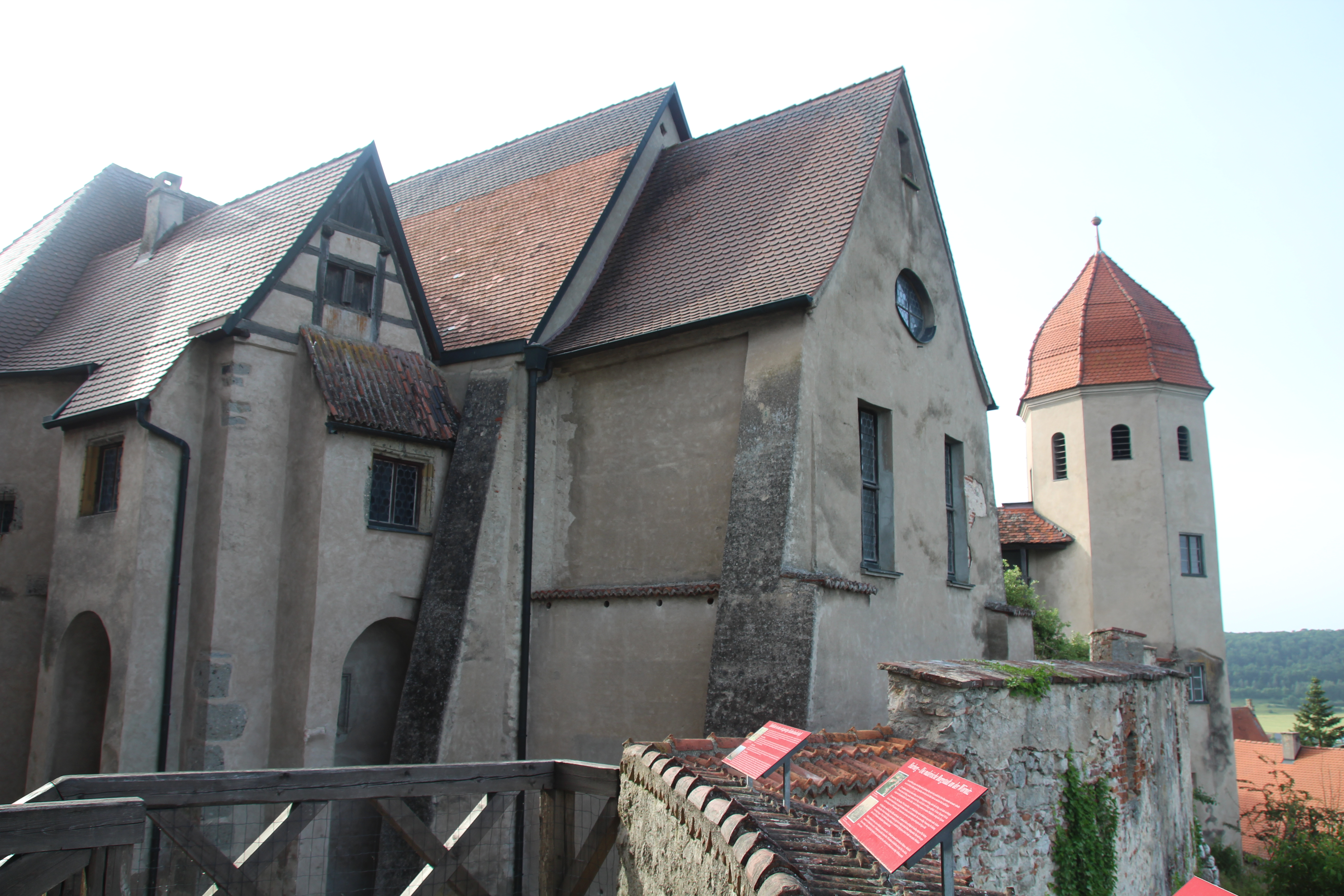
Burg: Schlosskirche St. Michael mit Glockenturm

- Schlosskirche St. Michael, ehemals auch katholische Pfarrkirche, einschiffiger Bau mit geschweiftem Westgiebel auf kreuzförmigem Grundriss mit rechteckigem, im Osten eingezogenem und um zwölf Stufen erhöhtem Chor, durch Säulen vom Kirchenschiff abgetrennten Querarmen mit apsidialen Abschlüssen, Abgang zur dreischiffigen Gruft zwischen den Chorstufen und Sakristeianbau im südlichen Chorwinkel, mehrfach verändert und umgebaut, südlicher Querarm romanisch, im 14. Jahrhundert Erweiterung nach Osten und wohl auch Erhöhung der alten romanischen Kapelle im südlichen Querarm, nördlicher Querarm nach 1605 wohl auf älterer Grundlage, 1619 Umgestaltung der nördlichen Kapelle und des Zugangs zur Gruft, 1628/29 Umbau der Gruft, 1720/21 Kirche nach Westen erweitert und barockisiert; mit Ausstattung

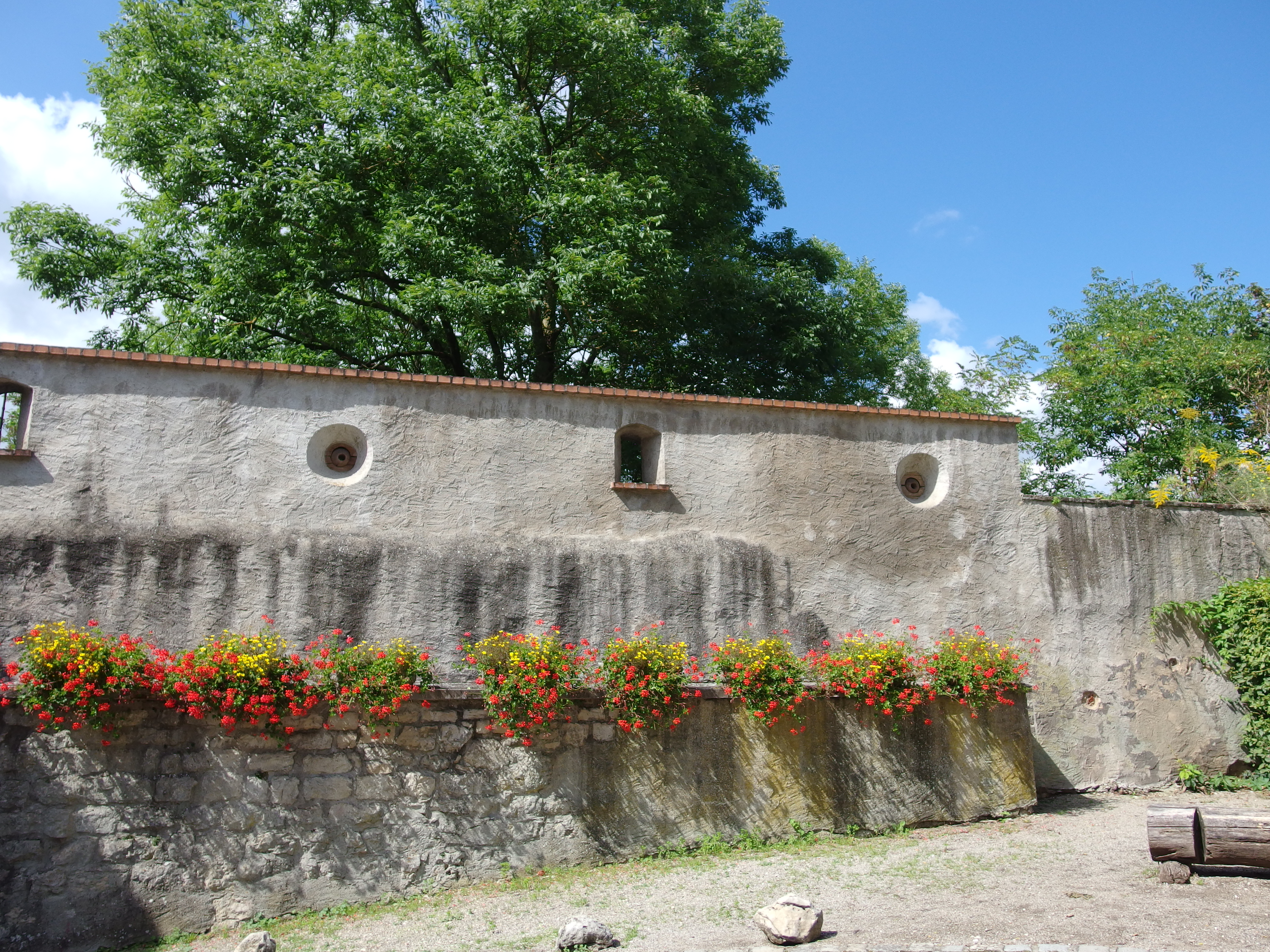
Burg: Wehrgang mit Holzaugen

- Brunnen, Röhrenbrunnen mit rundem Becken aus Haustein, Kegeldach auf hölzernen Säulen und Ziehvorrichtung, 1596
- Garten, mit Wegekreuz und Bruchsteineinfassungen, wohl 18. Jahrhundert

Aktennummer: D-7-79-155-1

## Baudenkmäler nach Ortsteilen

### Harburg
| Lage                              | Objekt                                                                       | Beschreibung | Akten-Nr.              | Bild                                            |
| --------------------------------- | ---------------------------------------------------------------------------- | --- | ---------------------- | ----------------------------------------------- |
| Am Bogen 1 (Standort)             | Wohnhaus                                                                     | Zweigeschossiger Satteldachbau mit sichtbarem Fachwerk im Giebel mit Aufzugsöffnung und Kranbalken, Fachwerk im Obergeschoss verputzt, 1679 nach Zerstörung wieder aufgebaut | D-7-79-155-62 Wikidata | Wohnhaus                                        |
| Am Bogen 2 (Standort)             | Evangelisch-lutherische Stadtpfarrkirche St. Barbara                         | Saalbau mit dreiseitig geschlossenem Chor mit Strebepfeilern, Sakristeianbau südlich des Chores und Turm mit Oktogon und Zwiebelhaube im Westen, teils in den anstehenden Felsen hineingebaut, 1612/13 Neubau an Stelle einer Kapelle, 1744 verändert; mit Ausstattung | D-7-79-155-2 Wikidata  | weitere Bilder                                  |
| Am Bogen 4 (Standort)             | Strölinhaus (Bürgerhaus), jetzt Stadtbücherei                                | Zweigeschossiger Satteldachbau mit Eckquaderung, Gesimsen, Aufzugsöffnungen und Kranbalken im Giebel sowie im Erdgeschoss mit profiliertem Rundbogenportal und Einfahrtstor in die ehemalige Remise und Stallung, wohl durch einen Kellergang mit Nr. 6 verbunden, „1591“ (bezeichnet) | D-7-79-155-5 Wikidata  | Strölinhaus (Bürgerhaus), jetzt Stadtbücherei   |
| Auf der Brücke (Standort)         | Steinerne Brücke                                                             | Steinerne Brücke mit gedeckten Pfeilern zu sieben Jochen, 1729, 1784 in Teilen erneuert, 1945/46 zerstörte Abschnitte wiederhergestellt und etwas verbreitert | D-7-79-155-39 Wikidata | weitere Bilder                                  |
| Auf der Brücke 1 (Standort)       | Ehemalige Fleischbank                                                        | Eingeschossiger Satteldachbau auf hohem Sockelgeschoss, im Kern 16. Jahrhundert, 1688 als Wohnung wieder aufgebaut | D-7-79-155-6 Wikidata  | weitere Bilder                                  |
| Auf der Brücke 2 (Standort)       | Ehemalige Badstube                                                           | Eingeschossiger Satteldachbau auf hohem Sockelgeschoss, im Kern um 1454, 1667/68 nach Zerstörungen mit Badstube wieder aufgebaut | D-7-79-155-7 Wikidata  | Ehemalige Badstube                              |
| Auf der Brücke 6 (Standort)       | Ehemalige Bruckmühle                                                         | Eingeschossiger Satteldachbau mit geschweiftem Volutengiebel, gekehlten Trauf- und Giebelgesimsen, Lisenengliederung im dreigeschossigen Giebelfeld sowie mit Krangaube, 1762 an Stelle eines Vorgängerbaus errichtet | D-7-79-155-8 Wikidata  | weitere Bilder                                  |
| Donauwörther Straße 6 (Standort)  | Wohnhaus                                                                     | Dreigeschossiger Satteldachbau über erhöhtem Sockelgeschoss mit Zwerchhaus und Freitreppe, im Kern zweite Hälfte 16. Jahrhundert | D-7-79-155-9 Wikidata  | Wohnhaus                                        |
| Donauwörther Straße 10 (Standort) | Wohnhaus, ehemaliges Nebengebäude zum Pfarrhaus                              | Zweigeschossiger Satteldachbau mit offenem Fachwerk, Aufzugsöffnung und Kranbalken im Giebel, zweite Hälfte 17. Jahrhundert | D-7-79-155-10 Wikidata | Wohnhaus, ehemaliges Nebengebäude zum Pfarrhaus |
| Donauwörther Straße 11 (Standort) | Zugehöriges Wirtschaftsgebäude                                               | Erdgeschossiger Bau mit Halbwalmdach und abgeschrägter Ecke, um 1800 | D-7-79-155-11 Wikidata | weitere Bilder                                  |
| Donauwörther Straße 12 (Standort) | Ehemaliges Amtshaus, dann evangelisch-lutherisches Pfarrhaus, jetzt Wohnhaus | Viergeschossiger Satteldachbau mit zwei massiv gemauerten Geschossen, die oberen Geschosse jeweils vorkragend in verputztem Fachwerk, Giebel mit sichtbarem Fachwerk wiederum zweifach vorkragend mit Aufzugsöffnungen und Kranbalken, im Kern 15./16. Jahrhundert, Fachwerkgiebel zweite Hälfte 17. Jahrhundert, moderner Garageneinbau im Erdgeschoss | D-7-79-155-12 Wikidata | weitere Bilder                                  |
| Donauwörther Straße 18 (Standort) | Wohnhaus                                                                     | Zweigeschossiger Satteldachbau mit hohem Sockelgeschoss, verputztem Fachwerk und spätgotischem hölzernen Türgerüst, im Kern 16. Jahrhundert | D-7-79-155-13 Wikidata | Wohnhaus                                        |
| Donauwörther Straße 24 (Standort) | Wohnhaus                                                                     | Zweigeschossiger Satteldachbau mit Volutengiebel, polygonalem Eckerker und Gurt- wie Giebelgesimsen, in neubarocken Formen, 1921 | D-7-79-155-14 Wikidata | weitere Bilder                                  |
| Donauwörther Straße 30 (Standort) | Wohnhaus                                                                     | Dreigeschossiger Satteldachbau mit genutetem Erdgeschoss, Gurt-, Trauf- und Giebelgesimsen sowie mit Zwerchhaus, drittes Viertel 19. Jahrhundert | D-7-79-155-15 Wikidata | Wohnhaus                                        |
| Donauwörther Straße 31 (Standort) | Wohnhaus                                                                     | Zweigeschossiger Satteldachbau mit Giebelgesims, im Kern wohl 17./18. Jahrhundert, äußere Erscheinung zweite Hälfte 19. Jahrhundert nach Abbruch des Grießtores | D-7-79-155-16 Wikidata | weitere Bilder                                  |
| Egelseestraße 2 (Standort)        | Wohnhaus                                                                     | Zweigeschossiger Satteldachbau mit Schweifgiebel, Trauf- und Giebelgesimsen, wohl ausgehendes 18. Jahrhundert | D-7-79-155-17 Wikidata | Wohnhaus                                        |
| Egelseestraße 3 (Standort)        | Wohnhaus                                                                     | Zweigeschossiger Satteldachbau mit gemauertem Erdgeschoss, wohl verputztem Fachwerk im Obergeschoss, offenem Zierfachwerk in den Giebeln und Zwerchgiebel mit Kranbalken, im Kern 1525, 17./18. Jahrhundert | D-7-79-155-18 Wikidata | weitere Bilder                                  |
| Egelseestraße 4 (Standort)        | Wohnhaus                                                                     | Zweigeschossiger Satteldachbau mit historischem hölzernen Türgerüst, verputztem Fachwerkgiebel und Kranbalken, im Kern zweite Hälfte 17. Jahrhundert Rückgebäude, erdgeschossiger Satteldachbau mit hohem Kniestock, gemauertem Sockel wie Erdgeschoss, darüber offenes Fachwerk, wohl 19. Jahrhundert, im Kern vielleicht älter | D-7-79-155-19 Wikidata | weitere Bilder                                  |
| Egelseestraße 7 (Standort)        | Wohnhaus                                                                     | Dreigeschossiger Satteldachbau auf winkligem Grundriss mit Zwerchgiebel und aufgeputzter Fensterrahmung im Giebel, im Kern 1613, äußere Erscheinung Mitte 19. Jahrhundert | D-7-79-155-21 Wikidata | weitere Bilder                                  |
| Egelseestraße 8 (Standort)        | Ehemalige Synagoge, jetzt Wohnhaus                                           | Dreigeschossiger Satteldachbau mit Eckbossierung und korbbogiger Toreinfahrt, im Obergeschoss zur Uferseite hin Nische für den ehem. Thoraschrein, im Erdgeschoss ehemalige Rabbinerwohnung, Kultusverwaltung und Mikwe, im ersten Obergeschoss nach Osten ehemaliger Betsaal, 1754 anstelle einer früheren Synagoge errichtet, im Inneren mehrfach umgestaltet, 1938 innen zerstört, nach 1939 Lagerhaus, seit 1951 Wohnzwecke, gegen 1968 zum Wohn- und Bürohaus umgebaut; mit Resten ortsfester Ausstattung | D-7-79-155-22 Wikidata | Ehemalige Synagoge, jetzt Wohnhaus              |
| Am Hühnerberg (Standort)          | Jüdischer Friedhof                                                           | Mit etwa 250 Grabsteinen des späten 18. Jahrhunderts bis 1938, ab 1671 angelegt, 1745 nach Verwüstungen ummauert, 1833 erweitert | D-7-79-155-61 Wikidata | weitere Bilder                                  |
| Am Hühnerberg (Standort)          | Jüdischer Friedhof, Taharahaus                                               | Kleiner Satteldachbau mit korbbogigem Hausteineingang, 1745 | D-7-79-155-61 Wikidata | weitere Bilder                                  |
| Am Hühnerberg (Standort)          | Jüdischer Friedhof, Ummauerung                                               | 1745, 1833 erweitert | D-7-79-155-61 Wikidata | weitere Bilder                                  |
| Kirchenberg 4 (Standort)          | Katholische Pfarrkirche Herz Jesu                                            | Neugotischer Saalbau mit eingezogenem Polygonalchor, Turm mit Gurtgesimsen, Ecklisenen, Zwerchhäusern und Giebelzinnen im südlichen Chorwinkel sowie mit Sakristeianbau und offener Vorhalle im nördlichen, von Jakob Angermeir, 1901–1903; mit Ausstattung | D-7-79-155-3 Wikidata  | weitere Bilder                                  |
| Marktplatz 1 (Standort)           | Wohn- und Geschäftshaus                                                      | Klassizistischer, dreigeschossiger Bau mit Mansardwalmdach, Ecklisenen, Flachrisalit mit Dreiecksgiebel, Freitreppe und dreigeschossigem Anbau mit Mansardsatteldach und Kranbalken, 1807 | D-7-79-155-24 Wikidata | weitere Bilder                                  |
| Marktplatz 5 (Standort)           | Wohn- und Geschäftshaus                                                      | Zweigeschossiger Satteldachbau mit Volutengiebel, Lisenengliederung im Giebel und kräftig profilierten Trauf- und Giebelgesimsen, im Kern wohl zweite Hälfte 17. Jahrhundert, Fassade erstes Drittel 18. Jahrhundert | D-7-79-155-25 Wikidata | Wohn- und Geschäftshaus                         |
| Marktplatz 13 (Standort)          | Wohnhaus                                                                     | Zweigeschossiger Satteldachbau mit Schweifgiebel, Giebelgesimsen und biedermeierlicher Haustür, im Kern wohl zweite Hälfte 18. Jahrhundert, um 1825/35 umgestaltet | D-7-79-155-26 Wikidata | weitere Bilder                                  |
| Mündlinger Straße 1 (Standort)    | Ehemaliges Färberhaus, dann Gasthof, jetzt Wohn- und Geschäftshaus           | Zweigeschossiger giebelständiger Satteldachbau mit dreigeschossigem Schweifgiebel, Ecklisenen, Lisenengliederung an der Traufseite, profiliertem Gurtgesims und reich mit Halbsäulen und Geschossgesimsen gegliedertem Giebel sowie mit Wetterfahne „1765“ (bezeichnet) und massivem Stall- und Scheunenanbau, „1755“ (bezeichnet), nach Norden erweitert | D-7-79-155-27 Wikidata | weitere Bilder                                  |
| Nördlinger Straße 2 (Standort)    | Ehemaliges Gasthaus Sixenausschank                                           | Dreigeschossiger Bau mit Mansardwalmdach und Zwerchhaus mit Aufzugsöffnung, im Kern wohl 17. Jahrhundert, zweite Hälfte 18. Jahrhundert barockisiert, Keilstein über der Haustür „1781“ (bezeichnet), rückseitig erweitert | D-7-79-155-28 Wikidata | weitere Bilder                                  |
| Nördlinger Straße 2 (Standort)    | Hoftor                                                                       | Mit stichbogiger Durchfahrt, „1764“ (bezeichnet) | D-7-79-155-28 Wikidata | Hoftor                                          |
| Nördlinger Straße 8 (Standort)    | Gasthaus                                                                     | Zweigeschossiger Satteldachbau mit Schweifgiebel mit Zierknäufen, Geschossgesimse und Freitreppe, im Kern 1584, um „1748“ (bezeichnet) barockisiert | D-7-79-155-29 Wikidata | weitere Bilder                                  |
| Nördlinger Straße 9 (Standort)    | Wohnhaus                                                                     | Zweigeschossiger Satteldachbau mit Gurtgesims und Ecklisenen im Obergeschoss sowie mit Stichbogenfenstern im Erdgeschoss, um 1850 | D-7-79-155-30 Wikidata | weitere Bilder                                  |
| Nördlinger Straße 13 (Standort)   | Zweiflügelige Haustür                                                        | In hölzernem Türgerüst, erstes Drittel 19. Jahrhundert | D-7-79-155-31 Wikidata | weitere Bilder                                  |
| Nördlinger Straße 15 (Standort)   | Wohnhaus                                                                     | Erdgeschossiger Bau mit Mansard-Halbwalmdach und hohem Sockelgeschoss, um 1800 | D-7-79-155-32 Wikidata | weitere Bilder                                  |
| Nördlinger Straße 24 (Standort)   | Ehemaliges Bauernhaus                                                        | (rückwärts ausgebaut) mit Mansard-Walmdach, um 1800 | D-7-79-155-33 Wikidata | Ehemaliges Bauernhaus                           |
| Nördlinger Straße 26 (Standort)   | Ehemaliges Bauernhaus                                                        | Zweigeschossiger Mansard-Walmdachbau, im Kern vielleicht 18. Jahrhundert, wohl im 19. Jahrhundert stark überformt und erweitert | D-7-79-155-34 Wikidata | weitere Bilder                                  |
| Nördlinger Straße 30 (Standort)   | Ehemaliges Herrenhaus                                                        | Zweigeschossig mit Mansard-Walmdach, gebänderten Ecklisenen und mit gebänderten Lisenen gegliedertem Zwerchhaus mit Dreiecksgiebel, „1801“ (bezeichnet), rückseitig erweitert | D-7-79-155-35 Wikidata | weitere Bilder                                  |
| Nördlinger Straße 36 (Standort)   | Ehemalige Posthalterei und Gasthof                                           | Zweigeschossiger Walmdachbau mit genutetem Erdgeschoss, Rundbogentüre und -fenstern sowie mit Gurtgesims, 1841; Wirtschaftsgebäude, auf winkligem Grundriss mit Halbwalmdach, zweite Hälfte 19. Jahrhundert | D-7-79-155-37 Wikidata | weitere Bilder                                  |
| Schloßstraße 1 (Standort)         | Rathaus                                                                      | Dreigeschossiger Satteldachbau mit Dachreiter, gemauertem Erdgeschoss, die beiden Obergeschosse und der Giebel in Fachwerk jeweils vorkragend, im Kern 15. Jahrhundert, mehrfach umgestaltet mit Nutzungsänderungen, 1975–77 umgestaltet mit wiederverwendeten Fachwerkteilen des 15. Jahrhunderts und mit einem Neubau erweitert | D-7-79-155-38 Wikidata | weitere Bilder                                  |

### Ebermergen
| Lage                                                 | Objekt                                                 | Beschreibung | Akten-Nr.              | Bild                |
| ---------------------------------------------------- | ------------------------------------------------------ | --- | ---------------------- | ------------------- |
| An der Brücke 3 (Standort)                           | Ehemalige Bäckerei                                     | Zweigeschossiger Walmdachbau mit Rundbogenfenstern im Erdgeschoss und Krangaube, „1837“ (bezeichnet), „1931“ nach Brand erneuert (bezeichnet) | D-7-79-155-41 Wikidata | Ehemalige Bäckerei  |
| An der Brücke 5 (Standort)                           | Gasthaus zur Brücke                                    | Zweigeschossiger Walmdachbau mit kaum vorkragendem Mittelrisaliten, Gaube mit geschweiften Volutenschenkeln und Dreiecksgiebel, Lisenengliederung und Gurtgesims, „1792“ (bezeichnet), mehrfach verändert | D-7-79-155-40 Wikidata | Gasthaus zur Brücke |
| An der Brücke 5 (Standort)                           | Nebengebäude                                           | Zweigeschossiger Walmdachbau mit Ecklisenen, durch modernen Übergang miteinander verbunden, im Kern Ende 18. Jahrhundert | D-7-79-155-40 Wikidata | Nebengebäude        |
| Von Ebermergen zur B 25; Wörnitz (Standort)          | Brücke                                                 | Steinerne Brücke mit gedeckten Pfeilern zu sieben Jochen, wohl 17. Jahrhundert, 1747 nach Zerstörungen wieder aufgebaut | D-7-79-155-45 Wikidata | weitere Bilder      |
| Kirchgäßle 1 (Standort)                              | Evangelisch-lutherische Pfarrkirche St. Peter und Paul | Im Kern gotische Chorturmkirche, Saalbau mit eingezogenem Rechteckchor im gedrungenen, aus der Achse geschobenen Turm, angesetzten Strebepfeilern nach Osten, Sakristeianbau im nördlichen Turmwinkel und Vorzeichen im Westen, Turm und südlicher Teil des Kirchenschiffs 14. Jahrhundert, Ende 17. Jahrhundert Kirchenschiff nach Norden erweitert, Turmerhöhung und Sakristeianbau, Vorzeichen wohl 20. Jahrhundert | D-7-79-155-44 Wikidata | weitere Bilder      |
| Bahnlinie Augsburg–Nördlingen; Badgasse (Standort)   | Eisenbahnbrücke                                        | Mit risalitartig vortretender Durchfahrt mit bossierten Keilsteinen am Rundbogen, Bossenquadern bis zum profilierten Gurt- und Kämpfergesims, glatten Quadersteinen darüber und abschließender Attika, baugleich mit der folgenden Brücke in der Angelgasse, 1846 f. | D-7-79-155-46 Wikidata | Eisenbahnbrücke     |
| Bahnlinie Augsburg–Nördlingen; Angelgasse (Standort) | Eisenbahnbrücke                                        | Mit risalitartig vortretender Durchfahrt mit bossierten Keilsteinen am Rundbogen, Bossenquadern bis zum profilierten Gurt- und Kämpfergesims, glatten Quadersteinen darüber und abschließender Attika, baugleich mit der vorstehenden Brücke in der Badgasse, 1846 f. | D-7-79-155-46 Wikidata | Eisenbahnbrücke     |

### Großsorheim
| Lage                                | Objekt                                          | Beschreibung | Akten-Nr.              | Bild            |
| ----------------------------------- | ----------------------------------------------- | --- | ---------------------- | --------------- |
| Kirchenweg 1 (Standort)             | Evangelisch-lutherische Filialkirche St. Gallus | Im Kern gotische Chorturmkirche, Saalbau mit eingezogenem Rechteckschor im Turm, profiliertem Trauf- und Giebelgesims, drei gestaffelten, rundbogigen Blendnischen im Giebel, wiederverwendetem romanischen Bogenfries an der Nordseite und Sakristeianbau südlich am Turm, Turm Anfang 15. Jahrhundert, Langhaus in neuromanischen Formen von Gustav von Bezold, 1922 f.; mit Ausstattung | D-7-79-155-48 Wikidata | weitere Bilder  |
| Langgasse Großsorheim 11 (Standort) | Kleinbauernhaus                                 | Zweigeschossiger Satteldachbau, ehemaliger Wohnteil eingeschossig mit Stüberlvorbau, 1. Drittel 19. Jahrhundert, stark verändert | D-7-79-155-47 Wikidata | Kleinbauernhaus |

### Heroldingen
| Lage                                | Objekt                                         | Beschreibung | Akten-Nr.              | Bild                    |
| ----------------------------------- | ---------------------------------------------- | --- | ---------------------- | ----------------------- |
| Am Zehentstadel 1 (Standort)        | Ehemaliger Zehentstadel                        | Erdgeschossiger Walmdachbau mit Nonnendeckung und segmentbogiger Toreinfahrt, 1739 | D-7-79-155-49 Wikidata | Ehemaliger Zehentstadel |
| Georg-Karg-Straße 15, 17 (Standort) | Ehemaliges Gasthaus                            | Zweigeschossiger Satteldachbau mit Freitreppe, korbbogigem Hausteinportal und schmiedeeisernem Ausleger, wohl 18. Jahrhundert, Fassade mit Putzdekor zweites Viertel 19. Jahrhundert | D-7-79-155-50 Wikidata | Ehemaliges Gasthaus     |
| Georg-Karg-Straße 15, 17 (Standort) | Nebengebäude                                   | Wohnhaus, erdgeschossiger Satteldachbau mit Putzdekor, zweites Viertel 19. Jahrhundert | D-7-79-155-50 Wikidata | Nebengebäude            |
| Georg-Karg-Straße 18 (Standort)     | Evangelisch-lutherische Pfarrkirche St. Martin | Chorturmkirche, neuromanischer Saalbau mit Blendnischen, Bogenfriesen und Lisenengliederung an der Giebelfassade sowie mit eingezogenem Rechteckschor im gedrungenen Turm mit Oktogon, Turmunterbau Mitte 16. Jahrhundert, Ende 17. Jahrhundert erhöht, Kirchenschiff 1849; mit Ausstattung | D-7-79-155-51 Wikidata | weitere Bilder          |
| Georg-Karg-Straße 18 (Standort)     | Friedhofsmauer                                 | Mit Lisenen und Zahnschnittfries, um 1849, Teile erneuert | D-7-79-155-51 Wikidata | Friedhofsmauer          |

### Hoppingen
| Lage                      | Objekt                                                                 | Beschreibung | Akten-Nr.              | Bild           |
| ------------------------- | ---------------------------------------------------------------------- | --- | ---------------------- | -------------- |
| Hauptstraße (Standort)    | Bildstock                                                              | Rechteckiges Gehäuse mit Satteldach, Stichbogennische und kräftigem Gurt-, Trauf- und Giebelgesims, 18. Jahrhundert; mit Ausstattung | D-7-79-155-53 Wikidata | weitere Bilder |
| Spitzengasse 2 (Standort) | Katholische Pfarrkirche zur Mutterschaft Mariens, ehemals St. Leonhard | Saalbau mit eingezogenem Rechteckchor, Ostturm mit Oktogon und Sakristeianbauten in den Chorwinkeln, Turmunterbau Ende 14. Jahrhundert, Oktogon 1717, 1730 Neubau von Chor und Langhaus, 1932 Erneuerung des Turmhelms; mit Ausstattung | D-7-79-155-52 Wikidata | weitere Bilder |

### Kratzhof
| Lage                  | Objekt      | Beschreibung | Akten-Nr.              | Bild        |
| --------------------- | ----------- | --- | ---------------------- | ----------- |
| Kratzhof 4 (Standort) | Vierseithof | Wohnhaus, neubarocker, zweigeschossiger Walmdachbau mit gebänderten Lisenen, profiliertem Traufgesims, Putzrahmen um die Fenster und Gaube mit Dreiecksgiebel, „1922“ (bezeichnet mit der Jahreszahl) | D-7-79-155-54 Wikidata | Vierseithof |

### Mauren
| Lage                       | Objekt                                           | Beschreibung | Akten-Nr.              | Bild           |
| -------------------------- | ------------------------------------------------ | --- | ---------------------- | -------------- |
| An der Linde 5 (Standort)  | Evangelisch-lutherische Pfarrkirche St. Walburga | Saalbau mit dreiseitigem Chorschluss und Westturm mit Freitreppe und Oktogon, gotischer Turmunterbau 14./15. Jahrhundert, Neubau der Kirche und Turmerhöhung 1. Hälfte 17. Jahrhundert; mit Ausstattung | D-7-79-155-56 Wikidata | weitere Bilder |
| Im Unterdorf 21 (Standort) | Kleinhaus                                        | Erdgeschossiger Satteldachbau mit aufgeputzter Eckquaderung, aufgeputzten Kragsteinen über den Fenstern und profilierten Sohlbänken wie Traufgesimsen, um 1865/80                                       | D-7-79-155-55 Wikidata | weitere Bilder |

### Mündling
| Lage                           | Objekt                                       | Beschreibung | Akten-Nr.              | Bild             |
| ------------------------------ | -------------------------------------------- | --- | ---------------------- | ---------------- |
| Luggasse 3 (Standort)          | Ehemaliges Pfarrhaus                         | Zweigeschossiger Satteldachbau mit Schweifgiebel, Giebelgesimsen und korbbogigem Hausteinportal, „1690“ (bezeichnet), 1824 in Teilen erneuert                                                                | D-7-79-155-57 Wikidata | weitere Bilder   |
| St.-Johann-Straße 1 (Standort) | Katholische Pfarrkirche St. Johannes Baptist | Saalbau mit dreiseitigem Chorschluss, Turm mit Oktogon und Spitzhelm im Norden und Sakristeianbau gegenüber, Turmunterbau 1623 ff., Kirchenschiff, Chor und Turmoktogon „1753“ (bezeichnet); mit Ausstattung | D-7-79-155-60 Wikidata | weitere Bilder   |
| St.-Johann-Straße 1 (Standort) | Friedhofsmauer                               | Mit historischen Torpfeilern im Westen 17./18. Jahrhundert | D-7-79-155-60 Wikidata | Friedhofsmauer   |
| St.-Johann-Straße 5 (Standort) | Ehemalige Schule                             | Zweigeschossiger Walmdachbau, der östliche Gebäudeteil mit vorkragendem Obergeschoss, zweites Viertel 19. Jahrhundert                                                                                        | D-7-79-155-58 Wikidata | Ehemalige Schule |